# Imposta sulle emissioni aggiunte (ImEA)
L'Imposta sulle emissioni aggiunte (ImEA) è un meccanismo di valorizzazione delle emissioni climalteranti emesse durante i processi di fabbricazione dei prodotti e una attribuzione di tale valore in forma percentuale sull’IVA dei singoli beni, funzionale a rendere più competitivi i prodotti meno emissivi sul prezzo finale al consumo.
L’ImEA, che si inserisce nell’ampio genus delle “carbon tax”, è una delle proposte di riforma del mercato europeo di quote di emissione, l’European Emission Trading Scheme (ETS), con il quale l’Unione europea si propone di limitare le emissioni climalteranti attraverso l’attribuzione e la vendita alle industrie presenti sul proprio territorio di titoli che rappresentano esternalità negative degli approvvigionamenti e dei processi energetici industriali e dei trasporti aerei e la negoziazione di tali titoli per il raggiungimento di obiettivi crescenti di decarbonizzazione.

## Formulazione
L’Imposta sulle Emissioni Aggiunte è stata introdotta nel libro CO2 nei beni e competitività industriale europea di Agime Gerbeti.
Il punto di partenza dell’ImEA è l’osservazione che i limiti alle emissioni, formulati attraverso obblighi, divieti o strumenti di mercato come l’ETS, comportano costi ambientali ed energetici unicamente sulle industrie che producono nel territorio soggetto alla legislazione limitante; diversamente, beni prodotti fuori dai confini territoriali, nazionali o unionali, con pochi o senza vincoli ambientali, hanno prezzi legati alla sostenibilità inferiori e godono quindi di un vantaggio competitivo nei confronti degli analoghi beni fabbricati da industrie sottoposte a tali limiti emissivi.
Secondo l’autrice, non sarebbe sufficiente che l’Unione Europea ponga un dazio antidumping alla frontiera parametrato alle emissioni medie del paese di provenienza per limitare le emissioni globali e riequilibrare la competitività industriale sui costi della sostenibilità: infatti questo dazio sarebbe soggetto alle stesse strategie elusive adottate dalle industrie extra unionali in materia di dumping fiscale. Inoltre, un dazio lineare basato sulla territorialità sarebbe discriminatorio per le industrie estere produttrici più sostenibili della media del paese di provenienza perché pagherebbero, per l’ingresso dei propri beni nell’Unione Europea, un dazio superiore alle proprie reali emissioni.
L’ImEA è stato oggetto di una mozione parlamentare e di una risoluzione del Parlamento italiano nella XVII legislatura e il meccanismo proposto è sostenuto dall’ENEA.
L’ImEA è stata inoltre indicata dal Comitato Economico e Sociale Europeo tra le ipotesi che la Commissione è tenuta ad approfondire, come la riforma dell’ETS, l’adeguamento del carbonio sulla frontiera e, appunto, di un’aliquota IVA adeguata all’intensità del carbonio prodotto.

## Funzionamento dell’ImEA
I fondamenti dell’IMEA sono:
1. Il conteggio puntuale delle emissioni reali per prodotto
2. La tracciabilità delle emissioni
3. La tassazione indiretta e la neutralità fiscale
4. Compatibilità con il WTO conseguenza di un approccio non discriminatorio

L’ImEA si propone di contabilizzare puntualmente i gas ad effetto serra, ossia quei gas riconosciuti già nel Protocollo di Kyoto come concorrenti al fenomeno del riscaldamento climatico globale, emessi in fase di fabbricazione dei beni ovunque, e a prescindere da dove, questi beni siano stati fisicamente prodotti.
Oltre allo standard riconosciuto nella norma ISO 14064, i benchmark europei (sui quali sono parametrate le assegnazioni gratuite delle quote di emissioni) sono già profilati, ove possibile, sulle emissioni per prodotto. Dunque l’ImEA propone di utilizzare tali strumenti di standardizzazione riconosciuti, e già in uso, per l’attribuzione di livelli di emissioni di GHG anche ai beni prodotti in Paesi extra UE.
L’attribuzione specifica delle emissioni dovrebbe evitare fenomeni di dumping, in questo caso ambientale, già evidenti nel settore fiscale e in materia di costo del lavoro e dissuadere le imprese extra UE a rappresentare ingannevolmente i propri prodotti come fabbricati in Paesi riconosciuti dall’Unione europea a minori emissioni medie.
Il secondo punto della proposta consiste nel verificare le emissioni attraverso un meccanismo basato su l’accredito da parte di EA - European co-operation for Accreditation di società di diritto privato atte alla verifica delle emissioni. L’ImEA non si rivolge agli Stati nazionali ma direttamente alle industrie europee ed extraeuropee lasciando che siano queste ultime, su base volontaria, a scegliere se farsi certificare le emissioni di produzione da un verificatore accreditato dall’ente europeo. Se questa certificazione non avviene, l’UE dovrebbe presumere che le emissioni siano le più alte attribuite per la produzione di quel determinato bene e valorizzarle conseguentemente.
Il tracciamento delle emissioni di produzione e processo attraverso l’intera filiera produttiva avviene nell’ImEA con l’utilizzo della blockchain, tecnologia riconosciuta come affidabile e sicura, che consente di certificare il quantitativo di emissioni di CO2eq accumulate in ogni passaggio della filiera di produzione, quindi un tracciamento di ogni “transazione emissiva”.
L’Unione europea adotterebbe un prezzo amministrato per tonnellata di CO2 emessa da valorizzare percentualmente e in misura proporzionale sull’IVA dei prodotti in commercio nel mercato europeo. Secondo la Gerbeti il maggiore gettito derivante dall’attribuzione di una IVA incrementata per i beni più emissivi dovrebbe consentire un abbassamento della tassazione su quelli più sostenibili mantenendo una sostanziale “neutralità fiscale”. L’ImEA prevede quindi un aggravio sui beni delle industrie più inquinanti e un abbassamento dell’IVA sui prodotti più sostenibili fino alla compensazione dei costi legati alla sostenibilità.
Infine l’ImEA, che non è una tassa lineare alla frontiera sui prodotti importati da paesi extra UE sulla base delle loro emissioni medie, propone la puntualità dell’attribuzione delle emissioni e non presenta discriminazioni su base territoriale delle origini dei prodotti, rendendo ininfluente il luogo di produzione. L’ImEA tassando direttamente la CO2 emessa in fase di produzione del bene integrerebbe e non violerebbe l’art. 2, comma 2, lett. A dell’Accordo generale sulle tariffe doganali e il commercio, uno degli accordi fondanti l’Organizzazione mondiale del commercio, il WTO.

## Dibattito

### Vantaggi
Secondo i sostenitori della proposta, l’ImEA consentirebbe alle imprese europee energivore, che soffrono un’asimmetria competitiva sui costi energetici e ambientali, di avere un vantaggio competitivo con le equivalenti industrie extra unionali in considerazione del fatto che il mix energetico attuale e il livello di efficienza delle fabbriche dell’Unione europea contribuiscono a una produzione di beni molto meno emissiva che nel resto del mondo.
Questo meccanismo, inoltre, sosterrebbe un rilancio della produzione rinnovabile in UE perché le industrie manifatturiere, con un’agevolazione derivante da una minore tassazione dei beni al consumo, sarebbero incentivate all’acquisto, magari tramite Power Purchase Agreement, di energia prodotta con fonti rinnovabili per un ulteriore alleggerimento dell’IVA sui prodotti da loro fabbricati.
Inoltre un meccanismo che valorizzasse anche le emissioni per la produzione delle materie prime privilegerebbe le industrie che utilizzano materie prime secondarie: acciaio da rottami, alluminio riciclato, come carta, plastica, vetro ecc., avrebbero già scontato le emissioni legate all’estrazione e alla raffinazione delle materie vergini, incentivandone l’utilizzo per un abbassamento dell’IVA sui beni così prodotti.
Il fatto che il sistema energetico europeo sia attualmente il più decarbonizzato fra le grandi aree geo-energetiche determinerebbe un’attrattività nei confronti di quelle aziende che vogliano produrre per il mercato europeo garantendosi un’aliquota IVA più bassa e una rappresentazione enviromental friendly nei confronti dei consumatori.
A fronte di un prezzo prestabilito della CO2 eq, le imprese avrebbero contezza di costi e un orizzonte industriale legato alla sostenibilità chiaro: un percorso di investimenti senza le incertezze derivanti dalla valorizzazione della CO2 eq legata alle fluttuazioni del mercato delle quote.
Infine, con un aggravio sull’IVA delle emissioni prodotte in fase di fabbricazione del bene i consumatori avrebbero immediata percezione di quali prodotti siano più sostenibili: una carbon footprint valorizzata dall’evidenza di prezzo, perché i beni con un’IVA più alta sarebbero più costosi proprio in conseguenza dei processi di produzione che emettono maggiori quantità di gas climalteranti.

### Limiti
Le critiche all’ImEA sono di carattere tecnico e geopolitico.
Nella prima categoria vanno ricomprese:
1. il meccanismo rappresenta una complessità che offrirebbe il fianco a comportamenti opachi delle industrie extraeuropee; inoltre si osserva che, se è difficile raggiungere degli accordi vincolanti e riconosciuti in merito alle indicazioni a fini commerciali di dove sia effettivamente fabbricato un bene (concetto di “made in”), ancora più difficilmente si potrebbe tracciare e riconoscere l’intera filiera della produzione di un bene complesso come un cellulare o un’automobile;
2. sebbene tutti i paesi dell’Unione europea facciano uso dell’IVA (VAT) come tassa sul consumo, le aliquote standard variano (nel 2020) dal 17% del Lussemburgo al 27% dell’Ungheria, e che un accordo su una tassa ambientale sui consumi sarebbe il primo embrione di una fiscalità comune europea.

Nella seconda categoria vanno ricomprese:
1. la constatazione che non esiste uniformità fra gli stessi paesi UE in termini di decarbonizzazione del sistema energetico: alcuni paesi[8] che usufruiscono di una serie di facilitazioni ambientali funzionali alla modernizzazione dell’apparato industriale, avendo un sistema produttivo ancora significativamente legato alla produzione energetica tramite carbone, potrebbero opporsi a degli standard europei uniformi in materia di emissioni per prodotto;
2. che il principale partner economico, politico e militare dell’Unione europea, gli Stati Uniti, ha evidenziato un comportamento ondivago sull’assunzione di obblighi vincolanti in materia ambientale: infatti gli USA non hanno mai ratificato il Protocollo di Kyoto e, dopo la sottoscrizione dell’Accordo di Parigi da parte dell’amministrazione Obama, si è ritirata dagli accordi con la presidenza Trump per rientrarvi solo con l’ordine esecutivo firmato da Biden il 20 gennaio 2021. La condivisione da parte degli USA di un meccanismo che valorizzi le emissioni per prodotto potrebbe dunque essere dipendente al momento della negoziazione dell’accordo e dell’amministrazione al governo.